# Дайнслейф
Дайнслейф (др.-сканд. Dainsleif) — легендарный меч конунга Хегни в битве Хьядингов, о которой рассказывается в «Младшей Эдде» Снорри Стурлусона и «Деяниях Датчан» Саксона Грамматика. По преданию меч был создан гномом Дайном и был заколдован: будучи вытащен из ножен, он не мог вернуться в них, пока не прольёт чью-либо кровь. Этот меч также никогда не промахивался, а нанесённые им раны никогда не заживали.

## История Дайнслейфа
Однажды Хильд, дочь конунга Хегни, была захвачена конунгом Хедином Хьяррандасоном. Хегни, узнав об этом, пускается в погоню за Хедином, и догоняет его у острова Высокий (Оркнейские острова). Хильд пытается помирить противников, но это ни к чему не приводит, Хегни непреклонен — он обнажает свой меч Дайнслейф. Разгорается битва на весь день, ночью Фрейя оживляет воинов, и на следующий день они продолжают битву.

## Свойства Дайнслейфа
Так как Дайнслейф был скован карликами, он обладал необычными свойствами: "…Тогда отвечает Хегни: «Слишком поздно заговорил ты о мире, ибо я уже обнажил свой меч Наследство Даина,что сковали карлы. Всякий раз, когда его обнажают, он должен принести смерть, и рубит он всегда без промаха, и не заживает ни одна нанесенная им рана».

## Символизм
Согласно мифологии, этот меч является одной из причин (наряду с кознями Хильды), из-за которой битва Хьядингов будет длиться вечно, до конца света. Меч олицетворяет сочетание безжалостной гордыни и решения Хёгни начать битву, лишь бы даже на мгновение не создалось ощущения, что от гнева Хёгни можно откупиться.

## Название
Дайнслейф в переводе с древнескандинавского буквально означает: Наследство Даина. Даин — имя карлика, означает «Мертвый». Его имя взято Толкином для знаменитого короля гномов. По мнению некоторых авторов, Даин и выковал этот меч.
Учёными рассматриваются возможные причины[какие?] появления сказаний о Дайнслейфе и других легендарных мечах. Так, Винифред Фарадей отмечает, что художественная идея меча, не возвращающегося в ножны, пока он не поразит кого-либо, могла «легко» возникнуть от наблюдения за любым знаменитым воином; она сравнивает эту легенду с легендой о мече Ангантюра — Тюрфинге.